# ジャブリャク (バリロヴィチ)
ジャブリャク（クロアチア語:Žabljak、発音: [ʒâbʎaːk]）とは、クロアチア・バリロヴィチ自治体に含まれる村である。